# Néti-lyuk
A Néti-lyuk az Aggteleki Nemzeti Parkban lévő egyik barlang, amely jelenleg fel van töltődve és nem járható. A barlang az Aggteleki-karszt és a Szlovák-karszt többi barlangjával együtt 1995 óta a világörökség része.

## Leírás
Jósvafőtől Ny-ra, Aggtelek központjától É-ra, a Kecső-völgyben, a Kecső-pataktól kb. 15 m-rel magasabban, erdőben, a XII.10-es és a XII.11-es számú határkövek közötti résztől nem messze található a barlang. Magyarország és Szlovákia közös államhatárától 30 m-re volt a barlang bejárata. A turistatérképeken zsombolyjellel és a barlang nevének feltüntetésével van jelölve a barlang helye. Középső triász rózsaszín-vörös steinalmi mészkőben alakult ki. Nagyon omlásveszélyes volt az időszakosan aktív forrásbarlang. Jelenleg nem látogatható, mert beomlott.
1978-ban volt először Néti-lyuknak nevezve a barlang az irodalmában. Előfordul a barlang az irodalmában Kecsővölgyi I. sz. munkahely (Jakucs 1953), Kecsővölgyi I.sz. munkahely (Bertalan 1976), Nétilyuk (Jakucs 1953) és Tucsi-barlang (Vid 1978) neveken is. A barlang megtalálójának neve miatt lett Tucsi-barlang. Ez utóbbi nevet a helyiek adták a barlangnak.

## Kutatástörténet
Az 1953-ban kiadott, A Békebarlang felfedezése című könyvben le van írva a barlang feltárása. Az ismertetés szerint a Kecső-völgy felső végén, a határtól 20 m-re, az É-i hegyoldalon lett járhatóvá téve egy időszakos forrás, amelyben 30 m mélyre tudtak Jakucs Lászlóék leereszkedni. A függőleges és szűk akna a mélyponti részen vízszintes és kitöltött járatban folytatódik. A kitöltést egy belső járatból sodorta a kifelé áramló víz a végpontra és a törmelékdugó eltávolításával további járatokat lehetne feltárni, de mivel szűk a munkahely és nehéz benne a munkavégzés, ezért Szlovákiából könnyebbnek tűnik az ismeretlen járatokba bejutni.
Az 1957-ben megjelent, Aggtelek és vidéke útikalauz című könyvben az olvasható, hogy a barlang ott található, ahol a Kecső-völgy és az államhatár találkozik. 1952-ben 30 m mélységig lett bejárva a Néti-lyuk, amely egy időszakos forráskürtő barlangja. Az 1961-ben kiadott, Aggtelek és környéke című könyv szerint a Néti-lyuk a Kecső-völgy Ny-i végén van. A barlang egy 30 m mély időszakos forráskráter, amelyben Jakucs László és társai jártak először.
A Bertalan Károly által írt, 1976-ban befejezett kéziratban lévő 11. számú cédulán az olvasható, hogy Aggteleken helyezkedik el a Nétilyuk (Kecsővölgyi I. sz. munkahely). A Kecső-völgy felső végén, a csehszlovákiai államhatártól 20 m-re, a patak bal partján van a barlang bejárata. Törmelékben lévő kutatóakna a bejárat. A 30 m mély barlang egy függőleges kürtőből áll. A kézirat barlangot ismertető része 3 publikáció alapján lett írva. 1978-ban a Baradla Barlangkutató Csoport négy tagja (Borka Zsolt, Borszéki Ferenc, Majoros László és Szilágyi Ferenc) felmérte a barlangot, majd Szilágyi Ferenc a felmérés alapján megszerkesztette a barlang hosszmetszet térképét. A térkép 16 m mélységig ábrázolja a Néti-lyukat.
A csoport 1978. évi munkájáról szóló jelentés szerint Majoros László (aggteleki lakos) mutatta meg a csoport tagjainak a barlangot egy terepbejáráskor. A barlang felmérésekor a levegő szén-dioxid mennyiségének növekedését tapasztalták, ami miatt nem mérték fel teljesen. Néha a bejáratán sok víz szokott kifolyni a helybeliek szerint. Ennek nyomait a csoport tagjai is észrevették. Tervezték, hogy a további kutatást a megfelelő technikai eszközök beszerzése után folytatják. A felső részen omlásból származó törmelék, az alsó részen agyaglerakódás volt. A jelentésükben le van írva a barlang és kutatása, valamint a kéziratban megtalálható az 1978-ban rajzolt hosszmetszet térkép. 1979-ben a csoporttagok többször jártak benne.
A csoportjelentés alapján Majoros István (aggteleki lakos) mutatta meg nekik a barlangot. Megfigyeléseik szerint a nagyon szűk zsomboly levegője gyorsan elhasználódik, ezért csak kb. 20 m mélységig tudták bejárni. Egyszer megpróbálták a kazincbarcikai bányamentők segítségével a levegő utánpótlását megoldani, de egy váratlan eső miatt megtelt vízzel a barlang. A csoport 1979. évi jelentésébe bekerült egy ismertetés a zsomboly kutatásáról és egy szürkeárnyalatos fénykép, amelyen a barlangbejárat látható.
Az 1981. évi MKBT Beszámolóban napvilágot látott egy helyszínrajz, amelyen fel vannak tüntetve a Papp Ferenc Barlangkutató Csoport kutatási területének ÉNy-i részén található barlangok. A rajzon feltüntetett barlangok között látható a Néti-lyuk neve. Az 1984-ben megjelent, Magyarország barlangjai című könyv országos barlanglistájában szerepel az Aggteleki-karszton lévő barlang Néti-lyuk néven. A listához kapcsolódóan látható az Aggteleki-karszt és a Bükk hegység barlangjainak földrajzi elhelyezkedését bemutató 1:500 000-es méretarányú térképen a barlang földrajzi elhelyezkedése.
A Magyar Karszt- és Barlangkutató Társulat 1988. évi központi kutatótáborának tábori tájékoztatójában kis változtatásokkal meg lett ismételve a Jakucs László által írt, 1953-ban kiadott barlangleírás. Az 1990. évi Karszt és Barlangban publikált, Sásdi László által írt tanulmány szerint a felső pleisztocénben kezdtek el fakadni a Kecső-völgyben új karsztforrások, a Néti-lyuk és az Imádságos-kút ősi szájai. A Néti-lyuk 1995 óta az Aggteleki-karszt és a Szlovák-karszt többi barlangjával együtt a világörökség része.

## További irodalom
- Láng Sándor: Geomorfológiai tanulmányok az aggteleki karsztvidéken. Földrajzi Értesítő, 1955. (4. évf.) 1. füz. 1–17. old.
- –: Jelentés az MKBT 1988. évi központi kutatótáboráról.
- –: Tábori tájékoztató. 1988. 48. old.